# Wahlkreis Mittelsachsen 1 (1990–2019)
Der Wahlkreis Mittelsachsen 1 war bis 2019 ein Landtagswahlkreis in Sachsen.
Er umfasste die Städte Augustusburg, Brand-Erbisdorf, Flöha, Oederan und Sayda sowie die Gemeinden Dorfchemnitz, Eppendorf, Großhartmannsdorf, Leubsdorf, Mulda/Sa., Neuhausen/Erzgeb., Niederwiesa und Rechenberg-Bienenmühle und damit einen Teil des Landkreises Mittelsachsen. Bei der letzten Landtagswahl (im Jahr 2019) waren 48.215 Einwohner wahlberechtigt.
Zu den Wahlen 1994 bis 2009 trug der Wahlkreis den Namen „Freiberg 1“ und hatte die Wahlkreisnummer 19. Zur Landtagswahl 2014 wurde der Name an die in der Kreisreform 2008 geänderten Landkreise angepasst und eine neue Nummer vergeben.

## Wahlergebnisse

### Landtagswahl 2019
Vorläufiges Ergebnis der Landtagswahl am 1. September 2019 im Wahlkreis 18 – Mittelsachsen 1:
(Ergebnisse in Prozent)
| Direktkandidat   | Partei               | Direktstimmen | Listenstimmen |
| ---------------- | -------------------- | ------------- | ------------- |
| Susan Leithoff   | CDU                  | 35,0          | 36,6          |
| Toni Christoph   | Die Linke            | 9,3           | 8,6           |
| Sylvio Wyschkon  | SPD                  | 6,1           | 6,6           |
| Romy Penz        | AfD                  | 33,4          | 32,1          |
| Sebastian Walter | GRÜNE                | 4,4           | 3,8           |
| –                | NPD                  | –             | 0,6           |
| Werner Helfen    | FDP                  | 4,4           | 3,7           |
| Klaus Büttner    | Freie Wähler         | 7,3           | 4,2           |
| –                | Tierschutz           | –             | 1,2           |
| –                | Piraten              | –             | 0,2           |
| –                | Die PARTEI           | –             | 0,9           |
| –                | BüSo                 | –             | 0,0           |
| –                | ADPM                 | –             | 0,2           |
| –                | Blaue #TeamPetry     | –             | 0,3           |
| –                | KPD                  | –             | 0,1           |
| –                | ÖDP                  | –             | 0,2           |
| –                | Die Humanisten       | –             | 0,1           |
| –                | PDV                  | –             | 0,1           |
| –                | Gesundheitsforschung | –             | 0,5           |

| Wahlberechtigte | 48.215 |
| Wahlbeteiligung | 68,9 % |

### Landtagswahl 2014
Amtliches Endergebnis der Landtagswahl am 31. August 2014 im Wahlkreis 18 – Mittelsachsen 1:
(Ergebnisse in Prozent)
| Direktkandidat      | Partei          | Direktstimmen | Listenstimmen |
| ------------------- | --------------- | ------------- | ------------- |
| Gernot Krasselt     | CDU             | 50,0          | 46,7          |
| Sylvia Kempe        | Die Linke       | 20,2          | 17,5          |
| Heike Röthling      | SPD             | 12,0          | 10,4          |
| Michael Eilenberger | FDP             | 5,4           | 4,2           |
| Sebastian Walter    | GRÜNE           | 3,6           | 2,8           |
| Susan Täuber        | NPD             | 6,9           | 4,8           |
| –                   | Tierschutz      | –             | 0,8           |
| Stephan Pschera     | Piraten         | 2,1           | 0,7           |
| –                   | BüSo            | –             | 0,1           |
| –                   | DSU             | –             | 0,1           |
| –                   | AfD             | –             | 10,1          |
| –                   | pro Deutschland | –             | 0,2           |
| –                   | Freie Wähler    | –             | 1,2           |
| –                   | Die PARTEI      | –             | 0,3           |

| Wahlberechtigte | 51.052 |
| Wahlbeteiligung | 51,8 % |

### Landtagswahl 2009
Amtliches Endergebnis der Landtagswahl am 30. August 2009 im Wahlkreis 19 – Freiberg 1:
(Ergebnisse in Prozent)
| Direktkandidat    | Partei          | Direktstimmen | Listenstimmen |
| ----------------- | --------------- | ------------- | ------------- |
| Gernot Krasselt   | CDU             | 47,0          | 46,9          |
| Gottfried Jubelt  | Die Linke       | 19,7          | 19,0          |
| Heike Röthling    | SPD             | 8,4           | 8,4           |
| Heidelore Karsten | NPD             | 6,3           | 6,0           |
| Günther Weigold   | FDP             | 12,6          | 10,1          |
| Sebastian Walter  | GRÜNE           | 3,6           | 3,3           |
| –                 | Tierschutz      | –             | 2,0           |
| –                 | PBC             | –             | 0,5           |
| –                 | BüSo            | –             | 0,1           |
| –                 | DSU             | –             | 0,1           |
| –                 | REP             | –             | 0,3           |
| Sven Fleischer    | Freie Sachsen   | 2,6           | 2,0           |
| –                 | FP Deutschlands | –             | 0,1           |
| –                 | Humanwirtschaft | –             | 0,2           |
| –                 | Piraten         | –             | 1,0           |
| –                 | SVP             | –             | 0,2           |

| Wahlberechtigte | 55.523 |
| Wahlbeteiligung | 55,7 % |

### Landtagswahl 2004
Amtliches Endergebnis der Landtagswahl am 19. September 2004 im Wahlkreis 19 – Freiberg 1:
(Ergebnisse in Prozent)
| Direktkandidat    | Partei     | Direktstimmen | Listenstimmen |
| ----------------- | ---------- | ------------- | ------------- |
| Gottfried Teubner | CDU        | 46,6          | 47,1          |
| Elke Altmann      | PDS        | 23,8          | 22,0          |
| Dierk Schülke     | SPD        | 7,8           | 7,7           |
| Günther Kempe     | GRÜNE      | 4,3           | 2,9           |
| Uwe Schiffler     | NPD        | 9,3           | 9,5           |
| Birgitt Röpke     | FDP        | 8,1           | 6,5           |
| –                 | DSU        | –             | 0,2           |
| –                 | PBC        | –             | 0,8           |
| –                 | GRAUE      | –             | 0,5           |
| –                 | BüSo       | –             | 0,3           |
| –                 | AUFBRUCH   | –             | 0,6           |
| –                 | DGG        | –             | 0,4           |
| –                 | Tierschutz | –             | 1,5           |

| Wahlberechtigte | 64.791 |
| Wahlbeteiligung | 63,5 % |

### Landtagswahl 1999
Amtliches Endergebnis der Landtagswahl am 19. September 1999 im Wahlkreis 19 – Freiberg 1:
(Ergebnisse in Prozent)
| Direktkandidat    | Partei          | Direktstimmen | Listenstimmen |
| ----------------- | --------------- | ------------- | ------------- |
| Gottfried Teubner | CDU             | 58,9          | 61,1          |
| Bernd Klausnitzer | SPD             | 12,9          | 9,2           |
| Elke Altmann      | PDS             | 22,2          | 19,6          |
| –                 | GRÜNE           | –             | 1,8           |
| Birgitt Röpke     | FDP             | 2,4           | 1,3           |
| –                 | BüSo            | –             | 0,1           |
| –                 | DSU             | –             | 0,2           |
| –                 | GRAUE           | –             | 0,2           |
| Jonny Müller      | REP             | 3,6           | 2,5           |
| –                 | FP Deutschlands | –             | 0,1           |
| –                 | Pro DM          | –             | 2,1           |
| –                 | KPD             | –             | 0,1           |
| –                 | NPD             | –             | 0,9           |
| –                 | FORUM           | –             | 0,2           |
| –                 | PBC             | –             | 0,5           |

| Wahlberechtigte | 67.067 |
| Wahlbeteiligung | 66,1 % |

### Landtagswahl 1994
Amtliches Endergebnis der Landtagswahl am 11. September 1994 im Wahlkreis 19 – Freiberg 1:
(Ergebnisse in Prozent)
| Direktkandidat    | Partei | Direktstimmen | Listenstimmen |
| ----------------- | ------ | ------------- | ------------- |
| Gottfried Teubner | CDU    | 58,6          | 65,0          |
| Michael Lersow    | SPD    | 19,3          | 15,5          |
| –                 | FDP    | –             | 1,6           |
| Gunda Röstel      | GRÜNE  | 8,0           | 3,3           |
| –                 | DSU    | –             | 0,5           |
| –                 | REP    | –             | 1,2           |
| –                 | FORUM  | –             | 0,4           |
| Achim Grunke      | PDS    | 12,7          | 12,2          |
| –                 | SP     | –             | 0,3           |
| Daniel Reichau    | LIGA   | 1,3           | –             |

| Wahlberechtigte | 63.316 |
| Wahlbeteiligung | 62,6 % |

## Bisherige Abgeordnete
Direkt gewählte Abgeordnete des heutigen Wahlkreises Mittelsachsen 1 waren:
| Jahr | Name              | Partei | Anteil der Erststimmen |
| ---- | ----------------- | ------ | ---------------------- |
| 2019 | Susan Leithoff    | CDU    | 35,0 %                 |
| 2014 | Gernot Krasselt   | CDU    | 50,0 %                 |
| 2009 | Gernot Krasselt   | CDU    | 47,0 %                 |
| 2004 | Gottfried Teubner | CDU    | 46,6 %                 |
| 1999 | Gottfried Teubner | CDU    | 58,9 %                 |
| 1994 | Gottfried Teubner | CDU    | 58,6 %                 |

## Landtagswahlen 1990–2019
Die Ergebnisse der Landtagswahlen seit 1990 im Gebiet des heutigen Wahlkreises Mittelsachsen 1 waren (Zweit- bzw. Listenstimmen):
| Partei        | 1990 | 1994 | 1999 | 2004 | 2009 | 2014 | 2019 |
| ------------- | ---- | ---- | ---- | ---- | ---- | ---- | ---- |
| CDU           | 60,5 | 65,1 | 61,1 | 47,1 | 46,9 | 46,7 | 36,6 |
| AfD           | –    | –    | –    | –    | –    | 10,1 | 32,1 |
| PDS/Die Linke | 7,8  | 12,3 | 19,8 | 22,4 | 19,0 | 17,5 | 8,6  |
| SPD           | 16,0 | 15,3 | 9,0  | 7,5  | 8,4  | 10,4 | 6,6  |
| GRÜNE         | 3,9  | 3,4  | 1,8  | 2,8  | 3,3  | 2,8  | 3,8  |
| FDP           | 5,3  | 1,6  | 1,4  | 6,4  | 10,1 | 4,2  | 3,7  |
| NPD           | 0,7  | –    | 1,0  | 9,6  | 6,0  | 4,8  | 0,6  |
| Sonstige      | 5,8  | 2,3  | 6,0  | 4,1  | 6,4  | 3,4  | 8,0  |